# NSB El 3
Die Baureihe El 3 der Norges Statsbaner waren Elektrolokomotiven, die vor den Erzzügen auf der Ofotbane eingesetzt wurde.

## Technik
Die El 3 waren Lokomotiven, bei denen der Antrieb über eine Blindwelle mit Stangen auf drei Treibachsen erfolgte. Zudem besaßen sie eine Laufachse unter dem nur auf einer Seite vorhandenen Führerstand. Die Achsfolge einer Lokomotive war 1’C.
Im Regelbetrieb wurden die Lokomotiven sofort ab der Auslieferung mit den Nichtführerstandsenden gekuppelt. Die Achsfolge einer solchen Einheit war 1’C+C’1. Bei Reparaturen eines Lokteils konnten diese leicht getrennt und mit einer anderen Einheit gekuppelt werden.
Anfang der 1950er Jahre bestand die Forderung nach höherer Zugkraft. Deshalb wurden die Lokomotiven 1953/1954 so angepasst, dass drei Lokomotiven als eine Einheit eingesetzt werden konnten. Die Achsfolge einer solchen Einheit war 1’C+C’1+C’1.
Die Lokomotiven wurden mit einer Rekuperationsbremse geliefert. Bei Bergabfahrten wurden die Motoren als Generatoren eingesetzt und der Strom in die Oberleitung wieder eingespeist. Da es bei dieser Technik mehrfach zu Problemen wie Überspannungen kam, wurde das System wieder rückgebaut. Hintergrund sind die Tatsachen, dass die Spannungsregler der Generatoren Rückkopplungen nicht standhalten konnten und es musste bei der Rückspeisung andere Verbraucher im Netz geben, die den Strom nutzen konnten. Befand sich auf dem Abschnitt außer einer El 3, die rekuperiert, kein weiterer Verbraucher, so schaltet dieser Generator die Energierückspeisung ab.

## Geschichte
Der schwedische Teil der Bahnstrecke Luleå–Narvik wurde bereits 1915 elektrifiziert, auf dem norwegischen Teil fuhren bis zu dessen Elektrifizierung am 10. Juli 1923 Dampflokomotiven.
Für diese Strecke entwickelten die NSB zusammen mit den Herstellern zwei neue Lokomotivtypen, die El 3 und die dauerhaft gekuppelte Dreisegmentlok El 4. Im Einsatz waren diese beiden Lokomotivtypen gleichwertig, jedoch bestanden in der Technik einige Unterschiede.
Die SJ hatten im Verlauf des Jahres 1922 für die Erzbahn neue Lokomotiven der Baureihe Of in Auftrag gegeben. Trotzdem entschieden sich die NSB, die El 3 auf Basis der älteren Baureihe Oe aufzubauen. Die Lokomotiven waren anfangs ausschließlich auf der norwegischen Seite der Erzbahn von Narvik bis Riksgränsen im Einsatz. Ab 1949 fuhren diese die gesamte Strecke bis Kiruna. Zwischen 1939 und 1941 waren wegen Triebfahrzeugmangel drei Lokomotiven im Distrikt Oslo im Einsatz.
Im Laufe des Zweiten Weltkrieges erlitten die El 3 2027/28 und 2029/30 am 11. Juli 1940 im Betriebswerk Narvik einen Bombentreffer und wurden später zum Wiederaufbau nach Oslo geschickt.
Im Jahr 1950 beschloss die LKAB, die Fördermenge in den Bergwerken zu erhöhen. Es wurde erforderlich, schwerere Züge mit einem Gewicht von bis zu 3100 Tonnen zu befördern. Deshalb wurden 1953 und 1954 die Lokomotiven zu dreiteiligen Lokomotiven umgebaut. Außerdem bestellten die NSB acht Lokomotiven des stärkeren Typs El 12, der weitgehend der schwedischen Baureihe Dm entsprach. Als Ende der 1960er Jahre die LKAB erneut die Fördermengen erhöhte, bestellten die NSB Lokomotiven der Baureihe El 15, da die vorhandenen El 3 und El 4 nicht in der Lage waren, diese hohe Lasten zu ziehen. Die verbliebenen Lokomotiven der Baureihe El 3 wurden überflüssig und konnten verschrottet werden. Es ist keine Lokomotive erhalten geblieben.

## Übersicht
| Lokomotive | Bestelldatum     | Datum der Inbetriebnahme | Bemerkungen                                                                                     |
| ---------- | ---------------- | ------------------------ | ----------------------------------------------------------------------------------------------- |
| 2025+2026  | 13. Februar 1923 | 9. August 1926           | 2025 am 2. August 1966 und 2026 am 23. September 1967 ausgemustert                              |
| 2027+2028  |                  | 9. August 1926           | 2027 am 23. Juni 1964 und 2028 am 23. September 1967 ausgemustert                               |
| 2029+2030  |                  | 9. August 1926           | am 23. September 1967 ausgemustert                                                              |
| 2031+2032  |                  | 9. August 1926           | am 23. September 1967 ausgemustert                                                              |
| 2047+2048  |                  |                          | ausgeliefert am 19. Okt. 1929, 2047 am 23. September 1967 und 2048 am 2. März 1967 ausgemustert |